# Lozenska planina
Lozenska planina (bulgariska: Лозенска планина) är en bergskedja i Bulgarien.   Den ligger i regionen Sofija-grad, i den västra delen av landet, 20 km sydost om huvudstaden Sofia.